# Coolblue
Coolblue is een Nederlands e-commercebedrijf dat in 1999 is opgericht door Pieter Zwart, Paul de Jong en Bart Kuijpers. Het bedrijf is met zowel een webwinkel als met fysieke winkels actief in Nederland, België en Duitsland. In 2024 rapporteerde Coolblue een omzet van 2,5 miljard euro, met een winst (EBITDA) van 97,8 miljoen euro. Coolblue heeft meer dan 30 fysieke winkels.

## Geschiedenis
Het bedrijf werd in 1999 opgericht door Pieter Zwart, Paul de Jong en Bart Kuijpers in Rotterdam. De naam Coolblue is het tegenovergestelde van Hot-Orange, een voormalig online warenhuis dat de bedrijfsvoering uitbesteedde aan derden, extern gefinancierd was en geen klantenservice had. De oprichters van Coolblue hadden het tegenovergestelde voor ogen en lieten dit zien in hun bedrijfsnaam. Aanvankelijk begon het bedrijf met aparte webshops, zoals MP3man.nl, PDAshop.nl en Laptopshop.nl, maar in 2018 zijn alle domeinen samengevoegd tot het Coolblue.nl-domein.

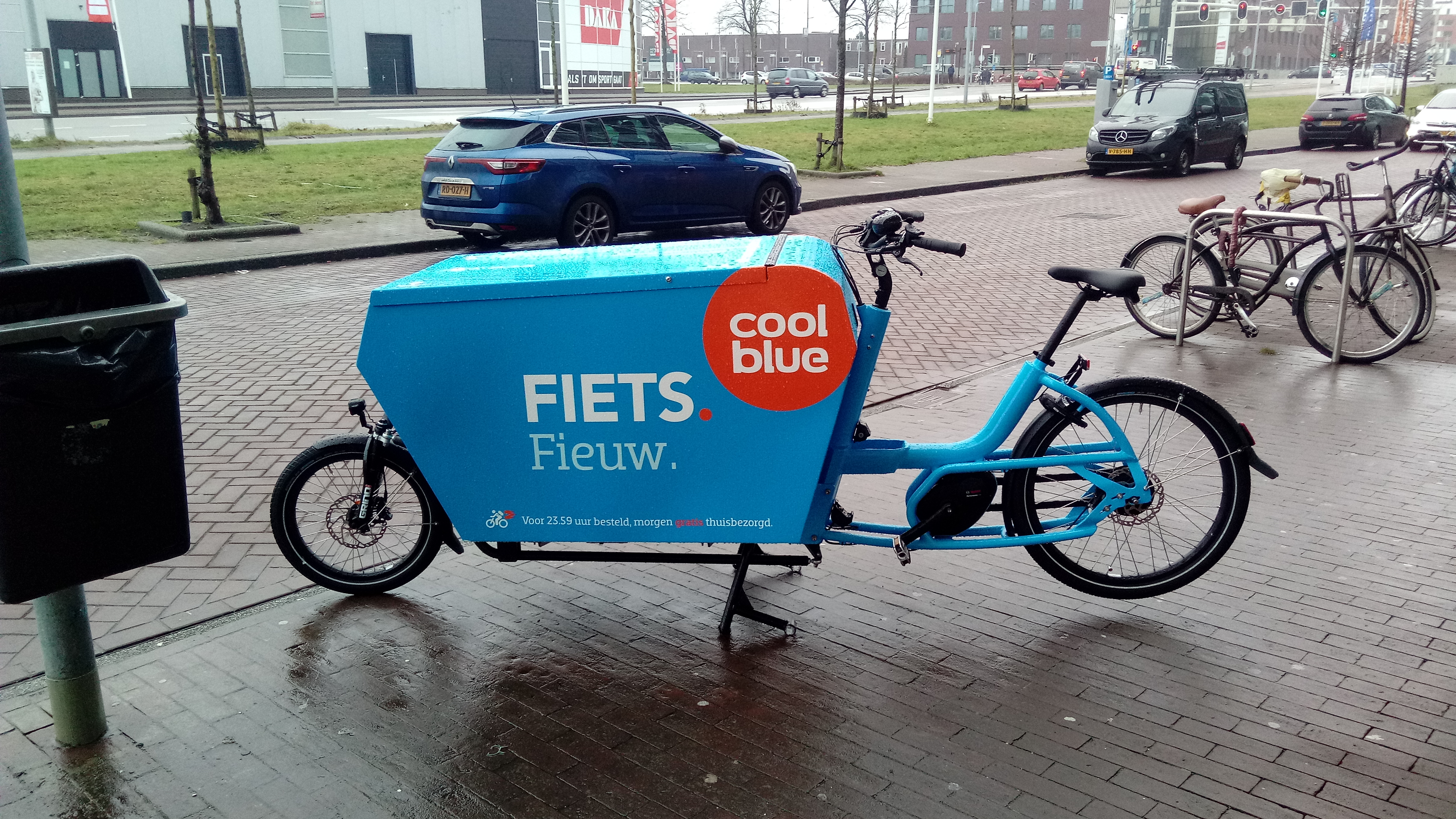
Voertuig van de bezorgdienst van Coolblue

Coolblue begon met een distributiecentrum in Capelle aan den IJssel, maar verhuisde in 2013 naar een geheel nieuw distributiecentrum in Tilburg. Dit distributiecentrum is steeds verder uitgebreid en heeft inmiddels een oppervlakte van 88.000 vierkante meter. In 2016 lanceerde Coolblue zijn eigen bezorgdienst CoolblueBezorgt. In 2018 breidde het bedrijf zijn bezorgpropositie verder uit met de introductie van CoolblueFietst.

## Producten
Coolblue biedt een breed assortiment aan consumentenelektronica. Daarnaast verkoopt het bedrijf zonnepanelen, laadpalen en biedt het Thuiswerkwinkels voor werkgevers. In januari 2021 kondigde Coolblue zijn energielabel Coolblue Energie aan. Hiervoor nam het bedrijf het Utrechtse energiebedrijf ServiceHouse over.

## Organisatie

### Eigenaren
Alle aandelen van Coolblue waren in handen van de drie oprichters tot HAL Investments op 31 maart 2016 een belang van 20 procent nam. Dit belang werd op 6 juli 2017 verhoogd naar 30,1 procent, nadat de aandelen van twee van de drie oprichters werden gekocht, Paul de Jong en Bart Kuijpers stapten uit het bedrijf. Twee jaar later op 14 juni 2019, steeg het aandeel van HAL naar 49 procent, daarmee werd het de belangrijkste investeerder van het bedrijf. In augustus 2024 maakte het bedrijf bekend dat het belang van HAL met 7,5 procentpunt is verhoogd tot 56,4 procent, om groeiplannen in Duitsland te financieren. Hiermee heeft Pieter Zwart niet langer een meerderheidsaandeel.

### Bestuur
| Coolblue     |                         |
| Naam         | Functie                 |
| Pieter Zwart | Chief Executive Officer |
| Daphne Smit  | Chief Financial Officer |

### Resultaten
| Jaar               | 2004 | 2005 | 2010 | 2011 | 2012 | 2013 | 2014 | 2015 | 2016 | 2017  | 2018  | 2019  | 2020  | 2021  | 2022  | 2023  | 2024  |
| ------------------ | ---- | ---- | ---- | ---- | ---- | ---- | ---- | ---- | ---- | ----- | ----- | ----- | ----- | ----- | ----- | ----- | ----- |
| Omzet in miljoenen | 16,4 | 33,3 | 100  | 114  | 168  | 248  | 360  | 555  | 857  | 1.200 | 1.350 | 1.480 | 1.990 | 2.340 | 2.350 | 2.410 | 2.459 |
| Groei in procenten |      | 103  | 200  | 14   | 48   | 48   | 45   | 54   | 55   | 40    | 13    | 10    | 34    | 18    | 0,06  | 2,55  | 2,03  |

### Winkels
| Land      | Aantal |
| --------- | ------ |
| Nederland | 19     |
| België    | 10     |
| Duitsland | 4      |
| Totaal    | 33     |

## Huismerken
Met de eigen merken BlueBuilt en Wisberg verkoopt coolblue meerdere producten uit de lagere prijsklasse.

### BlueBuilt
Onder de naam BlueBuilt verkoopt coolblue accessoires voor telefoons, laptops, tablets, televisies, wasmachines en drogers. Veel, maar niet alle BlueBuilt producten zijn CoolBlue's Keuze, dit zijn volgens Coolblue producten die bijna nooit geretourneerd worden en de beste beoordelingen hebben. Producten van BlueBuilt worden door een derde in het verre oosten geproduceerd.

### Wisberg
Wisepick Productions B.V. is sinds 2024 een dochteronderneming van Coolblue, via dit bedrif wordt huishoudelijk apperatuur verkocht (koelkasten, vriezers, wasmachines, wasdrogers, vaatwassers en magnetrons). In tegenstelling tot BlueBuilt zijn weinig producten CoolBlue's Keuze. Wisepick Productions B.V. bezit zelf geen fabrieken, producten woorden door een derde, zoals het Chineese bedrijf Midea geproduceerd.

## Prijzen
Zowel in 2012 als in 2013 werd Coolblue door Thuiswinkel Awards uitgeroepen tot beste webwinkel in Nederland in de categorie consumentenelektronica. Vanaf 2013 tot en met 2022 heeft Coolblue elk jaar een Tweakers Award gewonnen voor Beste Webwinkel van Nederland en België.